# Thị tộc
Thị tộc (còn gọi là gia tộc hay dòng tộc) (dưới một hình thức nào đó nó còn là "bè phái", "phe cánh", tiếng Anh: Clan) là hình thức cộng đồng xã hội đầu tiên trong lịch sử loài người, bao gồm tập hợp một số người cùng chung huyết thống và có ràng buộc về kinh tế (quan hệ sản xuất).
Các quan hệ sản xuất ở đây bao gồm quyền sở hữu công cộng về các tư liệu sản xuất (đất đai, đồng cỏ, rừng núi, sông ngòi, công cụ sản xuất...). Các thành viên trong thị tộc cùng lao động chung, sử dụng các công cụ lao động chung và hưởng thụ sản phẩm làm ra theo lối bình quân.

## Lịch sử phát triển
Theo sách giáo khoa về lịch sử ở Việt Nam hiện nay (Lịch sử lớp 10 ) thì ở giai đoạn đầu tiên của lịch sử loài người (xã hội nguyên thủy) thị tộc tuân theo chế độ chế độ mẫu hệ. Đó là tập hợp liên kết những người cùng huyết thống tính theo dòng mẹ. Ở chế độ này, người phụ nữ giữ vai trò quan trọng trong sản xuất, trong đời sống gia đình và ngoài xã hội. Ở giai đoạn sau, chế độ công xã thị tộc chuyển dần sang giai đoạn phụ hệ, gắn liền với quá trình xuất hiện của công cụ bằng kim loại. Giai đoạn này đánh dấu sự chuyển giao vai trò từ người phụ nữ sang người đàn ông, đó là kiểu gia đình hiện đại một vợ một chồng như hiện nay. Công xã thị tộc là giai đoạn quá độ từ Bầy người Nguyên thủy sang xã hội có giai cấp.
Tuy nhiên các khái niệm trình bày trong sách giáo khoa về lịch sử nói trên được khái quát từ lịch sử các vùng phát triển trên thế giới, dựa trên kiến thức có được đến giữa thế kỷ 20. Nó không được cập nhật những kết quả nghiên cứu mới về cổ nhân loại học. Trong số đó đặc biệt là đã bỏ qua những thị tộc và bộ lạc hiện còn đang sống theo lối sống cổ xưa tại các vùng chưa phát triển. Cuộc sống của những bộ lạc này cho thấy lịch sử phát triển của loài người đa dạng hơn, và không phải chỉ theo một con đường duy nhất.
Người Hadza, Maasai... ở châu Phi có lối sống săn bắt hái lượm nguyên thủy, không thay đổi trong chục ngàn năm qua. Họ tựa như những bảo tàng sống về giai đoạn cổ xưa của lịch sử loài người. Cuộc sống của họ thể hiện thị tộc giống như và kế thừa lối sống xã hội theo đàn nhỏ của linh trưởng nói chung, và điển hình là các thành viên của họ Người (Hominidae, như tinh tinh và bonobo). Lối sống này có sự gắn kết xã hội của các thành viên kết hợp với sự phân thứ bậc của từng thành viên, trong đó thành viên khôn ngoan và khỏe mạnh hơn thì đảm nhận nhiều chức năng hơn. Nó cũng cho thấy chế độ mẫu hệ hay phụ hệ trong các dân tộc xuất hiện một cách đa dạng hơn. Ở một số dân tộc, như người Hadza, Maasai..., thì chế độ mẫu hệ không xuất hiện. Trong khi đó chế độ mẫu hệ tồn tại đến ngày ở những dân tộc như người Chăm (Việt Nam, và Đông Nam Á), người Minangkabau ở tỉnh Tây Sumatra Indonesia, người Ami ở Đài Loan , người Kuna ở Panama và Colombia, nhiều dân tộc khác ở Ấn Độ và ở châu Phi,... Đặc biệt, người Mosuo ở vùng đông nam Himalaya thuộc tỉnh Vân Nam và Tứ Xuyên (Trung Quốc) duy trì lối sống mẫu hệ đa phu (nhiều chồng) .